# كنيس بن هاروس
كنيس بن هاروس (بالعبرية: בית הכנסת בן הדאש) هو كنيس أي معبد يهودي في مدينة الدار البيضاء المغربية.

## وصف
واجهة الكنيس مقوسة وبسيطة والبوابة مشيدة بالحجر.